# Cyclosa libertad
Cyclosa libertad är en spindelart som beskrevs av Levi 1999. Cyclosa libertad ingår i släktet Cyclosa och familjen hjulspindlar. Inga underarter finns listade i Catalogue of Life.